# 335
335 (CCCXXXV) var ett normalår som började en onsdag i den julianska kalendern.

## Händelser

### September
- 19 september – Dalmatius upphöjs till caesar.

### November
- 7 november – Athanasius förvisas till Trier, efter anklagelser om, att han ska ha förhindrat en sädesflotta att segla till Konstantinopel.

### Okänt datum
- Kejsar Konstantin den store börjar låta bygga Den heliga gravens kyrka.
- Den första synoden i Tyre hålls.
- Samudragupta efterträder Chandragupta I som kung av Guptariket.
- Tuoba Hena avsätter och efterträder Tuoba Yihuai som hövding av den kinesiska Tuobaklanen.
- Shi Hu flyttar senare Zhaos huvudstad till Yecheng.
- Athanasios blir bannlyst vid synoden i Tyros.

## Födda
- Theon av Alexandria, den siste ledaren för biblioteket i Alexandria
- Gregorios av Nyssa, grekisk biskop, kyrkofader och helgon

## Avlidna
- 31 december – Silvester I, påve sedan 314
- Chandragupta I, kung av det indiska Guptariket